# Rörstrand
Rörstrand foi uma fábrica de porcelana sueca, fundada em 1726 pelo dinamarquês Johann Wolff, e instalada no centro da cidade de Estocolmo.
No século XVIII, a empresa foi líder no fabrico de faiança artística na Suécia, e no século XIX, o foco esteve na produção de porcelana e cerâmica. Em 1940 foi deslocada para a cidade de Lidecopinga. Em 1984, foi vendida a proprietários estrangeiros. Faz atualmente parte do conglomerado finlandês Iittala, que todavia encerrou a fábrica e deslocalizou a produção ao Sri Lanka e para a Hungria.

## Galeria

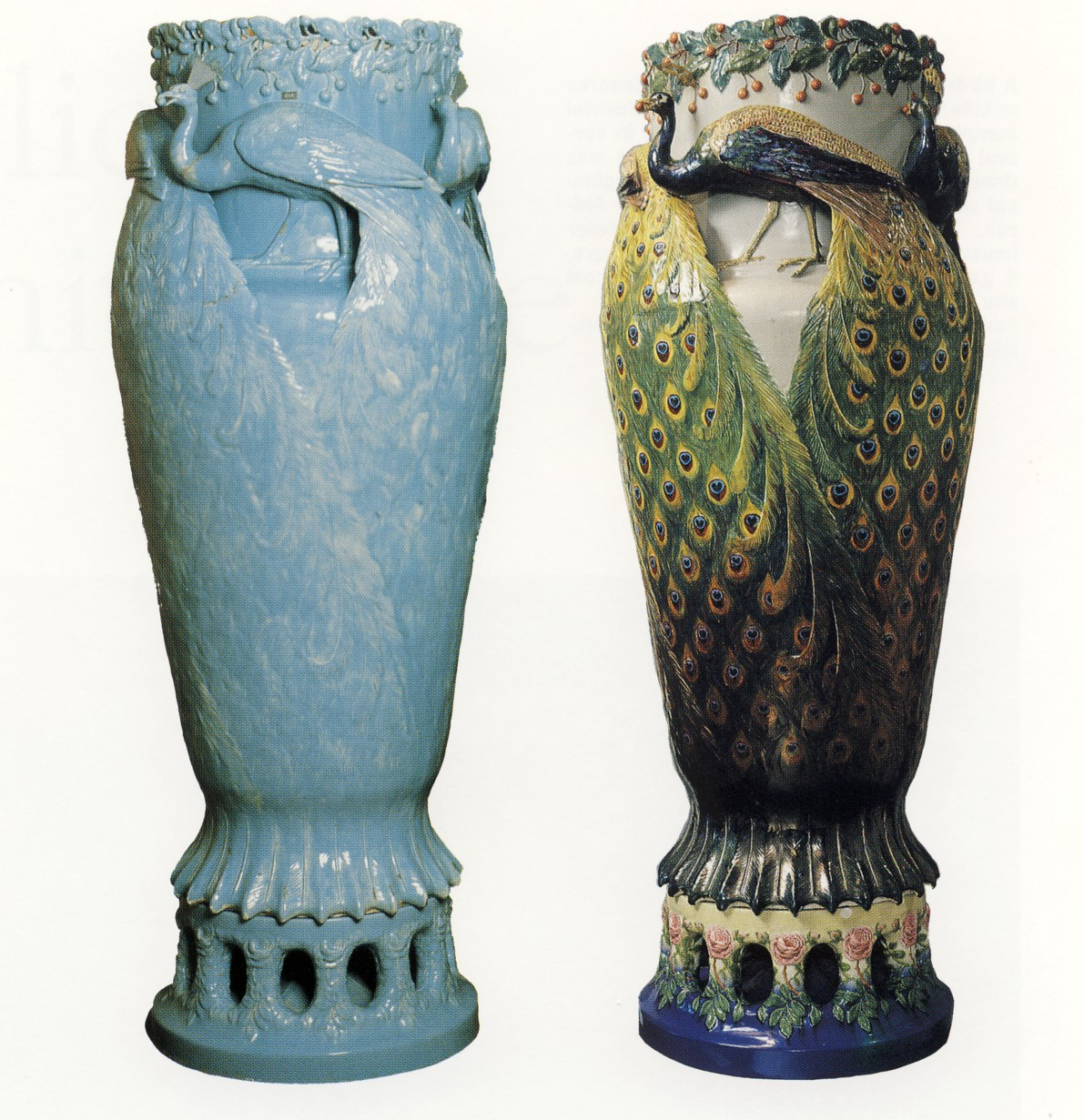
Vaso pavão (Påfågelvasen) de Anna Boberg
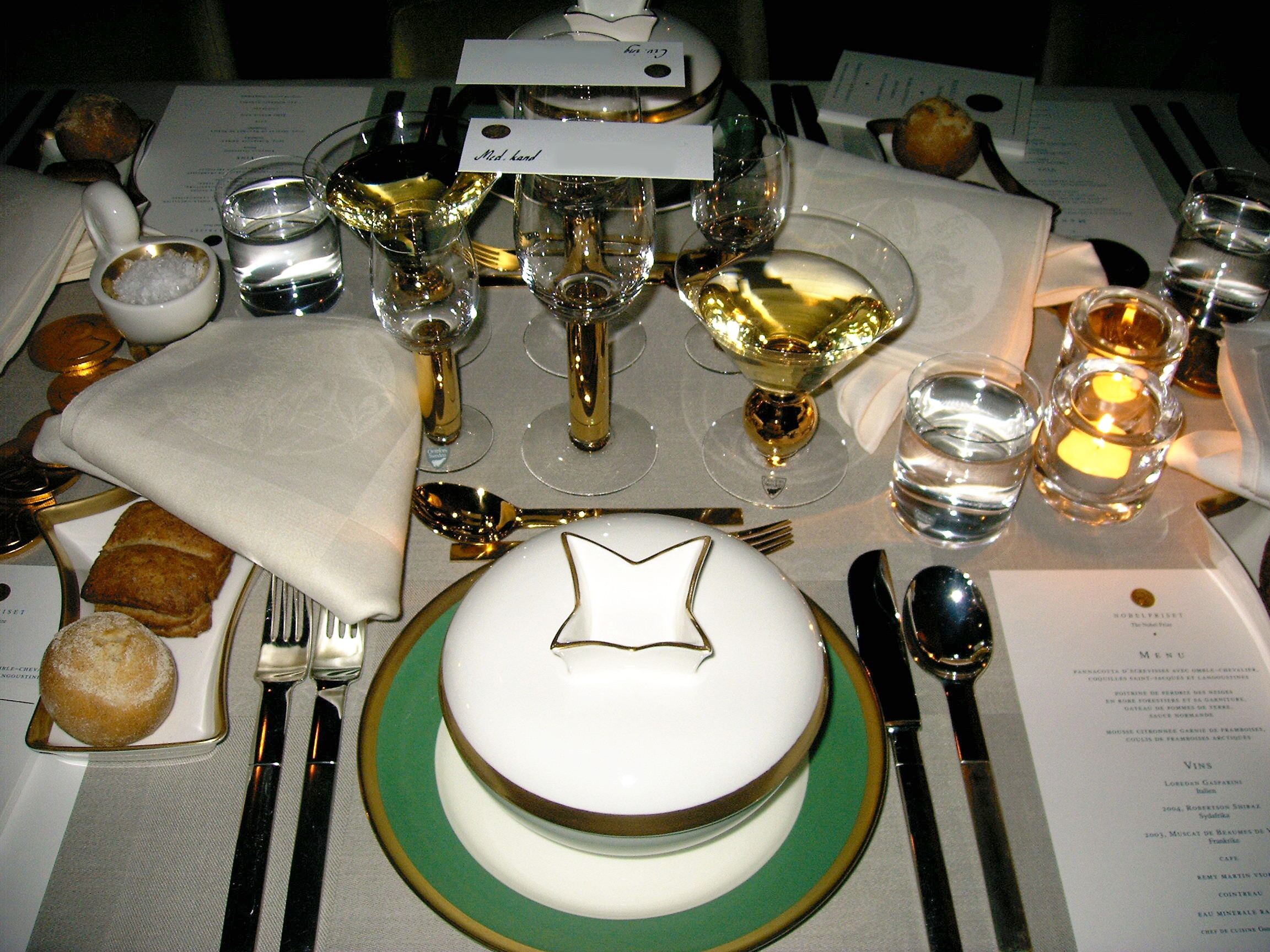
Serviço do banquete Nobel em 2005
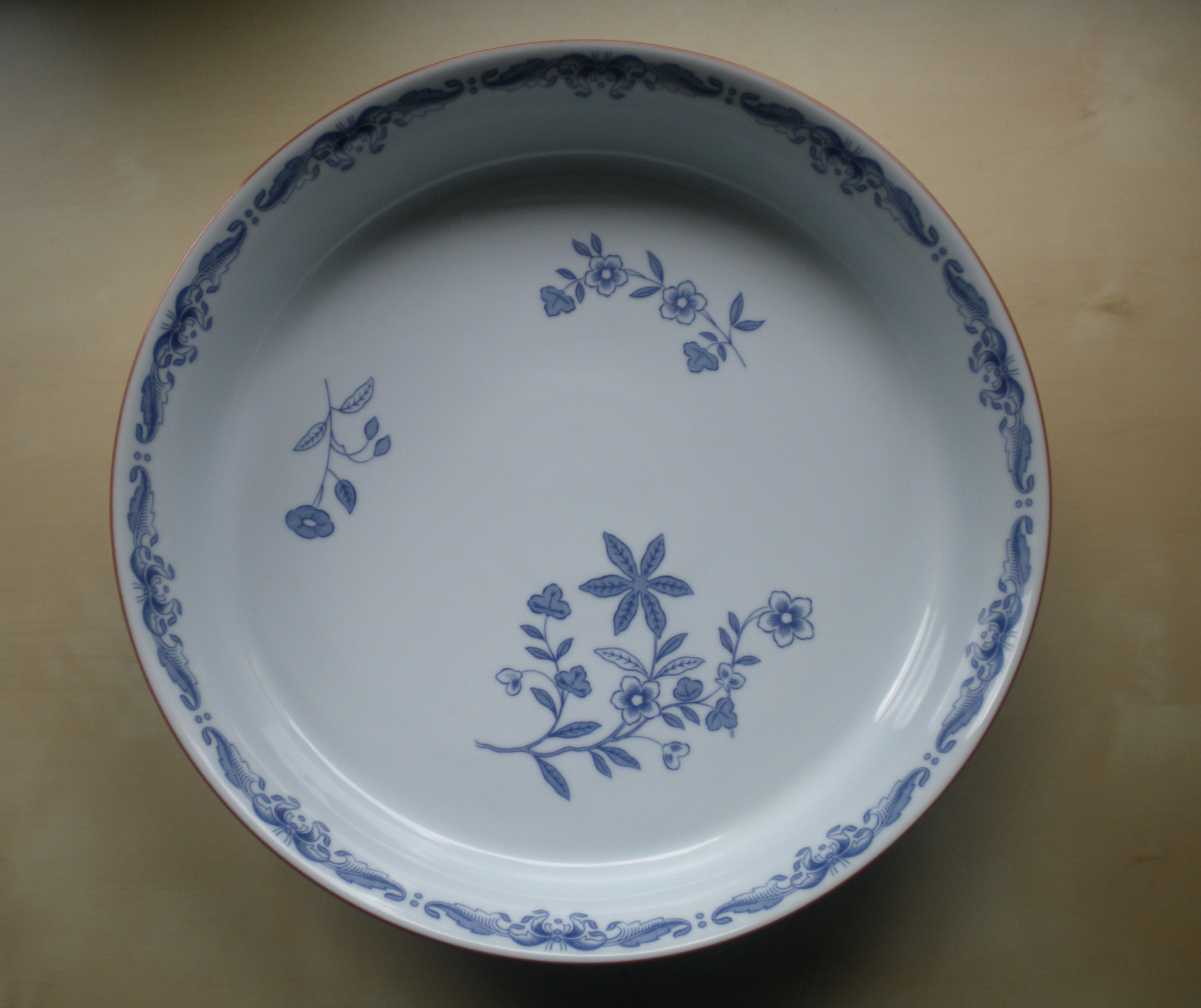
Peça "Ostindia" de 2012